# USS Nields (DD-616)
DD 616 Nields (Корабль соединённых штатов Нилдс) — американский эсминец типа Benson.
Заложен на верфи Bethlehem Steel, Quincy 15 июня 1942 года. Заводской номер: 1520. Спущен 1 октября 1942 года, вступил в строй 15 января 1943 года.
Выведен в резерв 26 марта 1946 года. Из ВМС США исключён 15 сентября 1970 года.
Продан 8 мая 1972 года фирме «Southern Scrap Material Co. LTD.» в Новый Орлеан и разобран на слом.